# Abrolhanas
Abrolhanas era, em 1747, uma aldeia portuguesa da freguesia de Nossa Senhora da Conceição de Rio Maior. No secular estava subordinada à Comarca de Santarém, e no eclesiástico ao Patriarcado de Lisboa. Pertencia à Província da Estremadura.